# Batalla de Calabria
La batalla de Calabria (conocida en la Marina de Italia como la batalla de Punta Stilo) fue una batalla naval que se libró durante la batalla del Mediterráneo en la Segunda Guerra Mundial entre la Real Armada italiana (Regia Marina) y la Royal Navy británica y la Royal Australian Navy. La batalla tuvo lugar a 30 millas al este de Punta Stilo, el «dedo» de Italia (Calabria), el 9 de julio de 1940. Fue una de las pocas batallas de la campaña del Mediterráneo durante la Segunda Guerra Mundial en la que intervinieron un gran número de buques en ambos lados. Ambas partes se adjudicaron la victoria, pero en realidad la batalla fue un empate y todos regresaron a sus bases lo antes posible. Tras la batalla, los Aliados afirmaron haber alcanzado algún tipo de «ascendencia moral» sobre la marina italiana. Por el contrario, la propaganda italiana representa al choque como una victoria propia.

## Antecedentes
Cuando Italia entró en la Segunda Guerra Mundial, sus fuerzas en Libia estaban mal equipadas para las operaciones ofensivas, y la flota italiana se vio obligada a iniciar grandes convoyes de suministro con el fin de que pudieran entrar en combate.
El 6 de julio, un convoy de cuatro buques mercantes partió de Nápoles rumbo a Bengasi, tratando de engañar a los Aliados haciéndoles creer que se dirigían a Trípoli. Esa noche dos torpederos zarparon de Catania, a los que se les juntó otro buque carga fuera de Mesina, y al día siguiente se unió al convoy la escolta desde Tarento después de que fueran informados de que los Aliados habían salido recientemente del puerto de Alejandría. Los transportes llevaban 2190 soldados, 72 tanques M11, 232 vehículos, 10.445 toneladas de suministros y 5.720 toneladas de combustible. 
La escolta del convoy se componía de tres grupos: en el primero iban ocho destructores y cuatro torpederos que protegían directamente los buques de carga. Un segundo grupo navegaba 35 millas hacia el este y constaba de seis cruceros pesados y otros cuatro destructores. Por último, el grupo de batalla principal que consistía en dos acorazados (Giulio Cesare y el Conte di Cavour), ocho cruceros ligeros y otros 16 destructores. Un número considerable de los destructores italianos no participaron en la batalla debido a problemas mecánicos y la necesidad de abastecerse de combustible.
Mientras tanto, los Aliados habían preparado un convoy para una acción similar. La flota zarpó de Alejandría con rumbo a Malta, donde los destructores debían descargar suministros y un cierto número de refuerzos especiales. Se organizaron dos convoyes para trasladar a personal civil y material almacenado de la flota de Malta a Alejandría. Un grupo de buques mercantes navegaría a 13 nudos y el otro a 9. Como escolta iban la Fuerza A, cinco cruceros y un destructor, la Fuerza B con el acorazado Warspite y cinco destructores, así como la Fuerza C con los acorazados Royal Sovereign y Malaya, el portaaviones Eagle y once destructores. Uno de ellos, el Imperial, tuvo que regresar a Alejandría a primeras horas del 8 de julio con un tubo de vapor reventado.
A las 14:40 del 8 de julio, dos hidroaviones CANT Z.506 Airone italianos procedentes de Tobruk divisaron a la flota británica y estuvieron vigilándola durante casi cuatro horas. El almirante Campioni ordenó a su flota defender el convoy, girando hacia el este y preparándose para entrar en acción. El Mando Supremo italiano, sin embargo, se mostró reacio a arriesgar sus buques de guerra en un encuentro nocturno y dio orden de evitar el contacto. Al tomar las posiciones iniciales, los italianos tuvieron problemas técnicos en tres destructores y dos cruceros ligeros, de modo que estos buques, junto con algunos destructores más, se dirigieron a Sicilia para repostar. Para compensar esta reducción, se hizo venir a otro grupo de destructores de Tarento. En este momento, la flota italiana contaba con 16 destructores.
Entretanto los Aliados también tenían problemas. Desde las 10:00 hasta las 18:40, habían sido atacados por 72 bombarderos de Real Fuerza Aérea Italiana (Regia Aeronautica) con base en la península itálica. A diferencia de los bombarderos en picado que tenía la Luftwaffe alemana, los bombarderos italianos operaban en formaciones a gran altitud durante las primeras fases de la guerra, a unos 4.000 m. Pese a que los aviones italianos lanzaron numerosas bombas, el único resultado de dos grandes ataques fue un solo impacto en el puente del HMS Gloucester, matando al capitán, a seis oficiales y once marinos e hiriendo a tres oficiales y seis marinos. Durante el resto de la batalla tuvo que ser gobernado desde la estación de emergencia a causa de los daños recibidos.
A las 15:10 del 8 de julio, la flota de Cunningham partió hacia Tarento, con el fin de cortar la ruta italiana de retorno. Al atardecer, 
Cunningham cambió el rumbo de 310° a 260° y se redujo la velocidad de la flota. Durante las primeras horas del 9 de julio, tomaron un curso de 305° para evitar los reconocimientos de la aviación italiana, manteniendo a la flota entre la escuadra italiana y el golfo de Tarento. A las 12.30 horas, el Mando Supremo italiano no tenía ni idea de la situación de la flota británica. Campioni ordenó a sus barcos a las 14:00 que buscaran al enemigo a unas 60 millas al sureste del Cabo Spartivento.   Campioni finalmente recibió informes de la posición británica a las 13:30, y seis hidroaviones Ro.43 lanzados poco después por los cruceros italianos descubrieron que los buques de guerra aliados estaban 30 millas más cerca de lo que se suponía.

## La batalla

### Intervención de los cruceros
El 9 de julio al mediodía, las dos flotas estaban a 90 millas de distancia. El Vicealmirante Cunningham no podía acortar la distancia con el Royal Sovereign y Malaya, considerablemente más lentos (18 nudos frente a 28 nudos), y se hizo cargo del Warspite. A las 13:15 el Eagle había lanzado varios ataques infructuosos con Fairey Swordfish contra los cruceros pesados italianos, creyendo que eran acorazados. A las 13:10 horas, el Mando Supremo italiano había dado instrucciones a Campioni de que atacara a una de las dos fuerzas enemigas que tenía frente a sí, pero en realidad habían planeado hacerlo más cerca de Italia y se dirigían hacia el norte para obligar a los Aliados a colocarse más cerca de sus bases aéreas. Antes de las 14:00, sin embargo, los planes de Cunningham para cortar la flota italiana de Tarento eran realidad.
Los cruceros aliados habían tomado posiciones delante del Warspite. A las 15:15 avistaron a la principal fuerza de combate italiana y los dos grupos abrieron fuego a 21.500 metros de distancia. La telemetría italiana era mejor que la de los Aliados y al cabo de tres minutos había encontrado la distancia a pesar de que estaban disparando a una distancia extrema. Al cabo de pocos minutos se había acortado a 20 km y los cañones de los Aliados eran más afectivos. Sin embargo, a las 15:22 el fuego de los italianos se estaba acercando peligrosamente a los cruceros británicos, y el vicealmirante John Tovey decidió alejarse. Entonces la metralla de una granada de 6" disparada por el crucero Garibaldi alcanzó al Neptuno, averiando la catapulta y destrozando el avión de reconocimiento. Los cruceros siguieron retirándose y el fuego cesó a las 15:30.

### Actúan los acorazados
Un grupo de cruceros ligeros italianos, a los que se confundió con cruceros pesados de la clase Zara, estaba a un lado de la línea de batalla de los Aliados y quedó pronto al alcance del Warspite. Una vez más las salvas de los Aliados quedaron cortas y no alcanzaron ninguno de los objetivos. El Alberico da Barbiano y el Alberto di Giussano salieron indemnes de las salvas iniciales. Sin embargo, en ese momento el Warspite también estaba fuera de posición y dio giros para permitir que el Malaya lo alcanzara. Mientras tanto, el Royal Sovereign seguía estando muy detrás. 

El comandante italiano decidió encararse con el Warspite e hizo que sus dos acorazados tomaran posiciones. A las 15:52, el Giulio Cesare abrió fuego a una distancia de 26.400 metros. El Conte di Cavour no lo hizo, cuestión que ha sido muy debatida. La estrategia italiana era tener una sola nave como blanco, lección que se había aprendido desde la batalla de Jutlandia, pues al haber varios barcos disparando a un mismo objetivo era muy difícil saber quién había dado en el blanco. Al Conte di Cavour se le habían asignado el Malaya y el Royal Sovereign, que se hallaban más atrás y no participaban en la acción.
El Warspite, que desconocía la estrategia del enemigo, repartió el cañoneo entre los dos buques. Una de las salvas del Giulio Cesare cayó larga y causó daños en los destructores (Hereward y Decoy) que lo escoltaban por el lado más alejado. A las 15:54, el Malaya comenzó a disparar estando fuera de alcance, con la esperanza de causar una cierta confusión en los barcos italianos. Entre tanto, los cruceros pesados italianos entraron en acción y abrieron fuego contra el Warspite a las 15:55 pero tuvieron que detenerlo, ya que los cruceros Aliados regresaban.
A los 4 minutos dos granadas del Giulio Cesare cayeron muy cerca del Warspite. Poco después un cañonazo de 15 pulgadas (381mm) del Warspite dio en la popa del Giulio Cesare alcanzando la munición almacenada para uno de los cañones antiaéreos de 37mm. Dos marineros murieron y varios resultaron heridos. El humo de la munición quemándose fue aspirado a la sala de máquinas, que hubo de ser evacuada y dejó inutilizable la mitad de las calderas. El Giulio Cesare se alejó rápidamente a 18 nudos y lo reemplazó el Conte di Cavour. El Giulio Cesare y el Warspite se hallaban a más de 24.000 me de distancia cuando aquel fue alcanzado, de modo que este impacto ha sido uno de los más largos logrados por la artillería naval en la historia.
Parece que el Warspite estaba en una excelente posición para seguir golpeando al buque italiano, pero giró para que se acercara el Malaya. Mientras los cañones permanecían silenciosos durante esta maniobra, el personal de telemetría del Malaya descubrió lo que los italianos estaban intentando evitar, que sus salvas estaban cayendo cortas a 2.400 m del Giulio Cesare y vigilaban las descargas del Warspite y no las suyas propias.
A las 16:01 los destructores italianos hicieron humo y se pusieron a cubierto. Hoy en día existe cierto debate sobre este punto: para los Aliados, los acorazados abandonaron el campo de batalla; según los italianos, estaban intentando que los destructores hicieran un ataque con torpedos bajo la protección del humo.

### Acciones finales
A las 15:58 el Fiume volvió a abrir fuego contra su contrario en las líneas aliadas, Liverpool, y dos grupos de cruceros italianos pronto entablaron combate con el grupo principal de cruceros aliados. El cañoneo continuó y a las 16:07 el crucero italiano Bolzano fue alcanzado tres veces por granadas de 6" disparadas por el Neptune, bloqueando temporalmente el timón y causando dos muertos en la sala de torpedos. Un disparo errado provocó daños menores en el destructor Vittorio Alfieri.
En el ínterin los mecánicos del Giulio Cesare habían logrado reparar dos de las cuatro calderas dañadas, con lo que el buque pudo navegar hasta a 22 nudos. El Almirante Campioni, al considerar las posibilidades de su acorazado restante, el Conte di Cavour, contra tres acorazados enemigos y un portaaviones, decidió enviarlo hacia Mesina. El Giulio Cesare estuvo 30 días fuera de servicio.
Durante la hora siguiente ambas flotas trataron sin éxito de lanzar torpedos de largo alcance con sus grupos de destructores. A las 16:40 la aviación italiana atacó con 126 aparatos, causando daños al Eagle, Warspite y Malaya. Debido a confusiones, 50 de los aviones italianos atacaron a barcos propios, pero sin provocar daños. La batalla terminó a las 16:50 cuando se retiraron las dos flotas. La última víctima fue el destructor Leone Pancaldo, enviado a Augusta en Sicilia, que fue alcanzado por un torpedo lanzado desde un Swordfish a las 09:40 del día siguiente y que se hundió en aguas poco profundas (fue reflotado y volvió al servicio en diciembre de 1941).

## Resultado
Después de la batalla, ambas flotas regresaron a sus bases. Esto permitió a los italianos reclamar una especie de victoria, ya que sus buques de carga ya estaban entonces fuera de la zona de combate y navegaban con seguridad hacia Libia. Mientras tanto, los barcos aliados también habían arribado a Alejandría junto con su escolta. Aunque la batalla resultó indecisa, los Aliados afirmaron que la Royal Navy había conseguido un importante "ascendente moral" ante la armada italiana.
Otra cuestión discutida es por qué los italianos no mandaron a Tarento los otros dos acorazados de la clase Vittorio Veneto, ya que ambos estaban listos para actuar y se hallaban a pocas horas del encuentro. Ambos buques estaban realizando pruebas y el Littorio tenía un fallo eléctrico en una de las torretas principales. El Littorio y Vittorio Veneto habrían inclinado la balanza de fuego hacia el lado italiano.
Incluso sin estos barcos las dos flotas estaban bastante equilibradas. Fue ineficaz la superioridad aérea italiana si se tienen en cuenta las cercanas bases en tierra de la Real Fuerza Aérea italiana (Regia Aeronautica). De hecho, apenas jugó ningún papel, con la excepción de los daños ocasionados al Gloucester. Sin embargo, sus partes de guerra fueron exagerados hasta el punto de reclamar los daños causados a la mitad de la flota aliada. En resumen, la artillería de los Aliados demostró ser superior, y las salvas de los italianos eran demasiado dispersas por razones técnicas, que no se pudieron superar hasta el final del conflicto.

## Orden de batalla

### Aliados
La Fuerza A estaba formada por el 7 º Escuadrón de Cruceros y HMAS Stuart a las órdenes del Almirante Tovey. El mando de la Fuerza B lo ostentaba el vicealmirante Andrew Cunningham que era el Comandante en Jefe de toda la Flota del Mediterráneo, y el vicealmirante Sir Henry Pridham-Wippell estaba al frente de la Fuerza C.
- 3 acorazados: Warspite, Malaya y Royal Sovereign.
- 5 cruceros ligeros: Orion, Neptune (averiado), HMAS Sydney,[23] Gloucester (averiado) y Liverpool.
- 1 portaaviones: Eagle.
- 16 destructores: Nubian, Mohawk, Hero, Hereward (averiado), Decoy (averiado), HMAS Stuart,[24] Hyperion, Hostile, Hasty, Ilex, Dainty, Defender, Juno, Janus, HMAS Vampire,[25] and HMAS Voyager.[26]

El destructor HMS Escort fue hundido en el Mediterráneo occidental, donde la Fuerza H estaba preparando un ataque diversivo contra Cerdeña para alejar a la flota italiana de los convoyes aliados. Fue torpedeado el 11 de julio por el submarino italiano Marconi cuando regresaba a la Fuerza H.

### Regia Marina
Fuerza italiana al mando del vicealmirante Inigo Campioni.
- 2 acorazados: Conte di Cavour y Giulio Cesare (averiado).
- 6 cruceros pesados: Zara, Fiume, Gorizia, Pola, Bolzano (averiado), y Trento.
- 8 cruceros ligeros: Eugenio di Savoia, Duca d'Aosta, Muzio Attendolo, Raimondo Montecuccoli, Alberico da Barbiano, Alberto di Giussano, Duca degli Abruzzi y Giuseppe Garibaldi.
- Alrededor de 16 destructores, entre ellos Vittorio Alfieri, Artigliere, Lanciere, Leone Pancaldo, Dardo, Sestri Ponente, Freccia, Saetta y Strale.